# Polska na Zimowej Uniwersjadzie 2015
Polska na Zimowej Uniwersjadzie 2015 reprezentowana jest przez 74 sportowców.

## Medale
| Medale według dni | Medale według dni | Medale według dni | Medale według dni | Medale według dni | Medale według dni | Medale według dni |
| ----------------- | ----------------- | ----------------- | ----------------- | ----------------- | ----------------- | ----------------- |
| Dzień             | Data              | złoto             | srebro            | brąz              | Razem             |                   |
| Dzień 0           | 24.01             | —                 | —                 | —                 | —                 |                   |
| Dzień 1           | 25.01             | 0                 | 1                 | 0                 | 1                 |                   |
| Dzień 2           | 26.01             | 1                 | 0                 | 1                 | 2                 |                   |
| Dzień 3           | 27.01             | 0                 | 0                 | 0                 | 0                 |                   |
| Dzień 4           | 28.01             | 0                 | 0                 | 0                 | 0                 |                   |
| Dzień 5           | 29.01             | 1                 | 0                 | 1                 | 2                 |                   |
| Dzień 6           | 30.01             | 0                 | 0                 | 0                 | 0                 |                   |
| Dzień 7           | 31.01             | 0                 | 0                 | 1                 | 1                 |                   |
| Dzień 8           | 01.02             | 0                 | 0                 | 1                 | 1                 |                   |
| Dzień 9           | 02.02             | —                 | —                 | —                 | —                 |                   |
| Dzień 10          | 03.02             | —                 | —                 | —                 | —                 |                   |
| Dzień 11          | 04.02             | —                 | —                 | —                 | —                 |                   |
| Dzień 12          | 05.02             | 0                 | 0                 | 0                 | 0                 |                   |
| Dzień 13          | 06.02             | 0                 | 1                 | 0                 | 1                 |                   |
| Dzień 14          | 07.02             | 0                 | 0                 | 0                 | 0                 |                   |
| Dzień 15          | 08.02             | 0                 | 0                 | 0                 | 0                 |                   |
| Dzień 16          | 09.02             |                   |                   |                   |                   |                   |
| Dzień 17          | 10.02             |                   |                   |                   |                   |                   |
| Dzień 18          | 11.02             |                   |                   |                   |                   |                   |
| Dzień 19          | 12.02             |                   |                   |                   |                   |                   |
| Dzień 20          | 13.02             |                   |                   |                   |                   |                   |
| Dzień 21          | 14.02             |                   |                   |                   |                   |                   |

| Medal  | Zawodnik                                     | Dyscyplina            | Konkurencja                     | Data        |
| ------ | -------------------------------------------- | --------------------- | ------------------------------- | ----------- |
| Złoto  | Adam Cieślar                                 | kombinacja norweska   | skocznia normalna/bieg na 10 km | 26 stycznia |
| Złoto  | Adam Cieślar                                 | kombinacja norweska   | bieg na 10 km/skocznia normalna | 29 stycznia |
| Srebro | Ewelina Marcisz                              | biegi narciarskie     | sprint st. dowolnym             | 25 stycznia |
| Srebro | Karolina Chrapek                             | narciarstwo alpejskie | supergigant                     | 6 lutego    |
| Brąz   | Szczepan Kupczak                             | kombinacja norweska   | skocznia normalna/bieg na 10 km | 26 stycznia |
| Brąz   | Mateusz Wantulok                             | kombinacja norweska   | bieg na 10 km/skocznia normalna | 29 stycznia |
| Brąz   | Ewelina Marcisz                              | biegi narciarskie     | bieg na 15 km st. dowolnym      | 31 stycznia |
| Brąz   | Andrzej Zapotoczny Stanisław Biela Jakub Kot | skoki narciarskie     | konkurs drużynowy               | 1 lutego    |

## Reprezentanci

### Biathlon

#### Mężczyźni
- Kamil Cymerman
- Krzysztof Guzik
- Marcin Piasecki
- Aleksander Piech

| Konkurencja       | Zawodnik         | Czas    | Miejsce |
| ----------------- | ---------------- | ------- | ------- |
| Sprint            | Kamil Cymerman   | 25:56,5 | 31.     |
| Sprint            | Krzysztof Guzik  | 27:15,4 | 39.     |
| Sprint            | Marcin Piasecki  | 27:29,8 | 41.     |
| Sprint            | Aleksander Piech | 25:42,0 | 29.     |
| Bieg indywidualny | Kamil Cymerman   | 59:46,6 | 39.     |
| Bieg indywidualny | Krzysztof Guzik  | 58:31,4 | 34.     |
| Bieg indywidualny | Marcin Piasecki  | 57:15,8 | 29.     |
| Bieg indywidualny | Aleksander Piech | 59:26,4 | 38.     |
| Bieg pościgowy    | Kamil Cymerman   | 39:29,3 | 31.     |
| Bieg pościgowy    | Krzysztof Guzik  | LAP     | –       |
| Bieg pościgowy    | Marcin Piasecki  | LAP     | –       |
| Bieg pościgowy    | Aleksander Piech | LAP     | –       |
| Bieg masowy       | Łukasz Słonina   | 50:44,0 | 26.     |

#### Kobiety
- Karolina Batożyńska
- Patrycja Hojnisz
- Anna Mąka
- Katarzyna Wołoszyn

| Konkurencja       | Zawodniczka         | Czas    | Miejsce |
| ----------------- | ------------------- | ------- | ------- |
| Sprint            | Karolina Batożyńska | 24:25,1 | 38.     |
| Sprint            | Patrycja Hojnisz    | 22:31,1 | 16.     |
| Sprint            | Anna Mąka           | 22:59,9 | 19.     |
| Sprint            | Katarzyna Wołoszyn  | 24:36,8 | 39.     |
| Bieg indywidualny | Karolina Batożyńska | 58:56,1 | 38.     |
| Bieg indywidualny | Patrycja Hojnisz    | 53:25,8 | 20.     |
| Bieg indywidualny | Anna Mąka           | 52:45,1 | 16.     |
| Bieg indywidualny | Katarzyna Wołoszyn  | 53:33,2 | 22.     |
| Bieg pościgowy    | Karolina Batożyńska | DNS     | –       |
| Bieg pościgowy    | Patrycja Hojnisz    | 35:50,5 | 18.     |
| Bieg pościgowy    | Anna Mąka           | 36:38,6 | 21.     |
| Bieg pościgowy    | Katarzyna Wołoszyn  | LAP     | –       |
| Bieg masowy       | Patrycja Hojnisz    | 45:45,2 | 24.     |
| Bieg masowy       | Anna Mąka           | 45:45,3 | 25.     |

#### Konkurencja mieszana
| Konkurencja       | Zawodnicy                                                  | Czas      | Miejsce |
| ----------------- | ---------------------------------------------------------- | --------- | ------- |
| Sztafeta mieszana | Anna Mąka Patrycja Hojnisz Kamil Cymerman Aleksander Piech | 1:44:34,2 | 7.      |

### Biegi narciarskie

#### Mężczyźni
- Jan Antolec
- Mariusz Dziadkowiec-Michoń
- Mateusz Ligocki
- Konrad Motor
- Maciej Staręga
- Wojciech Suchwałko

| Konkurencja       | Zawodnik                                                      | Kwalifikacje | Kwalifikacje | Ćwierćfinały | Ćwierćfinały | Półfinały | Półfinały | Finały    | Finały  |
| Konkurencja       | Zawodnik                                                      | Czas         | Miejsce      | Czas         | Miejsce      | Czas      | Miejsce   | Czas      | Miejsce |
| ----------------- | ------------------------------------------------------------- | ------------ | ------------ | ------------ | ------------ | --------- | --------- | --------- | ------- |
| Sprint            | Jan Antolec                                                   | 3:24,68      | 17. Q        | 3:39,35      | 6.           | NQ        | NQ        | NQ        | 26.     |
| Sprint            | Mateusz Ligocki                                               | 3:26,26      | 22. Q        | 3:34,18      | 6.           | NQ        | NQ        | NQ        | 22.     |
| Sprint            | Konrad Motor                                                  | 3:20,78      | 4. Q         | 3:30,78      | 4.           | NQ        | NQ        | NQ        | 16.     |
| Sprint            | Maciej Staręga                                                | 3:16,85      | 1. Q         | 3:25,87      | 1. Q         | 3:23,32   | 2. Q      | 3:25,99   | 4.      |
| Bieg indywidualny | Jan Antolec                                                   | —            | —            | —            | —            | —         | —         | 25:26,1   | 24.     |
| Bieg indywidualny | Mateusz Ligocki                                               | —            | —            | —            | —            | —         | —         | 25:48,9   | 35.     |
| Bieg indywidualny | Konrad Motor                                                  | —            | —            | —            | —            | —         | —         | 25:27,2   | 26.     |
| Bieg indywidualny | Maciej Staręga                                                | —            | —            | —            | —            | —         | —         | 25:11,5   | 21.     |
| Bieg masowy       | Mariusz Dziadkowiec-Michoń                                    | —            | —            | —            | —            | —         | —         | 1:28:24,7 | 47.     |
| Bieg masowy       | Wojciech Suchwałko                                            | —            | —            | —            | —            | —         | —         | DNF       | –       |
| Sztafeta          | Jan Antolec Wojciech Suchwałko Maciej Staręga Mateusz Ligocki | —            | —            | —            | —            | —         | —         | 1:29:22,3 | 8.      |

#### Kobiety
- Dominika Bielecka
- Martyna Galewicz
- Natalia Grzebisz
- Urszula Letocha
- Ewelina Marcisz
- Marcela Marcisz
- Justyna Mordarska

| Konkurencja       | Zawodniczka                                        | Kwalifikacje | Kwalifikacje | Ćwierćfinały | Ćwierćfinały | Półfinały | Półfinały | Finały  | Finały  |
| Konkurencja       | Zawodniczka                                        | Czas         | Miejsce      | Czas         | Miejsce      | Czas      | Miejsce   | Czas    | Miejsce |
| ----------------- | -------------------------------------------------- | ------------ | ------------ | ------------ | ------------ | --------- | --------- | ------- | ------- |
| Sprint            | Urszula Letocha                                    | 3:16,29      | 12. Q        | 3:23,15      | 4.           | NQ        | NQ        | NQ      | 16.     |
| Sprint            | Ewelina Marcisz                                    | 3:07,41      | 1. Q         | 3:22,06      | 1. Q         | 3:22,33   | 1.        | 3:22,93 | srebro  |
| Sprint            | Marcela Marcisz                                    | 3:15,60      | 10. Q        | 3:24,76      | 3.           | NQ        | NQ        | NQ      | 14.     |
| Sprint            | Justyna Mordarska                                  | 3:19,51      | 20. Q        | 3:26,18      | 4.           | NQ        | NQ        | NQ      | 19.     |
| Bieg indywidualny | Dominika Bielecka                                  | —            | —            | —            | —            | —         | —         | 14:18,8 | 17.     |
| Bieg indywidualny | Martyna Galewicz                                   | —            | —            | —            | —            | —         | —         | 14:40,7 | 30.     |
| Bieg indywidualny | Urszula Letocha                                    | —            | —            | —            | —            | —         | —         | 14:33,5 | 27.     |
| Bieg indywidualny | Ewelina Marcisz                                    | —            | —            | —            | —            | —         | —         | 13:43,3 | 5.      |
| Bieg indywidualny | Marcela Marcisz                                    | —            | —            | —            | —            | —         | —         | 14:07,8 | 11.     |
| Bieg masowy       | Martyna Galewicz                                   | —            | —            | —            | —            | —         | —         | 50:19,7 | 33.     |
| Bieg masowy       | Natalia Grzebisz                                   | —            | —            | —            | —            | —         | —         | 53:17,1 | 40.     |
| Bieg masowy       | Ewelina Marcisz                                    | —            | —            | —            | —            | —         | —         | 45:02,3 | brąz    |
| Bieg masowy       | Justyna Mordarska                                  | —            | —            | —            | —            | —         | —         | 46:22.4 | 10.     |
| Sztafeta          | Marcela Marcisz Martyna Galewicz Justyna Mordarska | —            | —            | —            | —            | —         | —         | 49:32,4 | 4.      |

#### Konkurencja mieszana
| Konkurencja      | Zawodnicy                      | Półfinały | Półfinały | Finały   | Finały  |
| Konkurencja      | Zawodnicy                      | Czas      | Miejsce   | Czas     | Miejsce |
| ---------------- | ------------------------------ | --------- | --------- | -------- | ------- |
| Sprint drużynowy | Maciej Staręga Marcela Marcisz | 20:00,08  | 3. LL     | 20:42,28 | 9.      |
| Sprint drużynowy | Jan Antolec Justyna Mordarska  | 20:42,10  | 6.        | NQ       | 12.     |

### Kombinacja norweska
- Adam Cieślar
- Szczepan Kupczak
- Wojciech Marusarz
- Paweł Słowiok
- Mateusz Wantulok

| Konkurencja                     | Zawodnik          | Skok   | Skok    | Bieg    | Bieg    | Miejsce |
| Konkurencja                     | Zawodnik          | Punkty | Miejsce | Czas    | Miejsce | Miejsce |
| ------------------------------- | ----------------- | ------ | ------- | ------- | ------- | ------- |
| Skocznia normalna/bieg na 10 km | Adam Cieślar      | 122,0  | 3.      | 25:46,3 | 3.      | złoto   |
| Skocznia normalna/bieg na 10 km | Szczepan Kupczak  | 119,5  | 4.      | 26:13,8 | 6.      | brąz    |
| Skocznia normalna/bieg na 10 km | Wojciech Marusarz | 91,3   | 20.     | 27:06,2 | 15.     | 16.     |
| Skocznia normalna/bieg na 10 km | Paweł Słowiok     | 112,1  | 9.      | DNF     | –       | –       |
| Skocznia normalna/bieg na 10 km | Mateusz Wantulok  | 127,1  | 2.      | 27:05,0 | 13.     | 5.      |
| Bieg na 10 km/skocznia normalna | Adam Cieślar      | 106,7  | 4.      | 27:59,9 | 2.      | złoto   |
| Bieg na 10 km/skocznia normalna | Szczepan Kupczak  | DNS    | –       | DNF     | –       | –       |
| Bieg na 10 km/skocznia normalna | Wojciech Marusarz | 50,4   | 3.      | 29:57,7 | 17.     | 23.     |
| Bieg na 10 km/skocznia normalna | Paweł Słowiok     | 88,0   | 22.     | 28:29,0 | 5.      | 8.      |
| Bieg na 10 km/skocznia normalna | Mateusz Wantulok  | 122,7  | 2.      | 29:37,4 | 16.     | brąz    |
| Skocznia normalna/sztafeta      | Mateusz Wantulok  | 117,8  | 1.      | 15:12,4 | 5.      | 4       |
| Skocznia normalna/sztafeta      | Szczepan Kupczak  | 108,9  | 1.      | 14:20,0 | 5.      | 4       |
| Skocznia normalna/sztafeta      | Adam Cieślar      | 110,3  | 1.      | 14:15,1 | 5.      | 4       |

### Łyżwiarstwo figurowe

#### Mężczyźni
- Kamil Dymowski

| Konkurencja    | Zawodnik       | Punkty | Miejsce |
| -------------- | -------------- | ------ | ------- |
| Program krótki | Kamil Dymowski | 46,20  | 25.     |

### Narciarstwo alpejskie

#### Mężczyźni
- Adam Chrapek
- Mateusz Garniewicz
- Jakub Kłusak
- Michał Kłusak
- Paweł Starzyk

| Konkurencja   | Zawodnik           | Zjazd 1. | Zjazd 1. | Zjazd 2. | Zjazd 2. | Suma    | Miejsce |
| Konkurencja   | Zawodnik           | Czas     | Miejsce  | Czas     | Miejsce  | Suma    | Miejsce |
| ------------- | ------------------ | -------- | -------- | -------- | -------- | ------- | ------- |
| Supergigant   | Adam Chrapek       | 1:25,41  | 8.       | —        | —        | 1:25,41 | 8       |
| Supergigant   | Mateusz Garniewicz | 1:28,72  | 25.      | —        | —        | 1:28,72 | 25.     |
| Supergigant   | Jakub Kłusak       | 1:28,45  | 23.      | —        | —        | 1:28,45 | 23.     |
| Supergigant   | Michał Kłusak      | 1:25,41  | 12.      | —        | —        | 1:25,41 | 12.     |
| Kombinacja    |                    |          |          |          |          |         |         |
| Slalom gigant |                    |          |          |          |          |         |         |
| Slalom        |                    |          |          |          |          |         |         |

#### Kobiety
- Agnieszka Gąsienica-Gładczan
- Magdalena Kłusak
- Sabina Majerczyk

| Konkurencja   | Zawodniczka      | Zjazd 1. | Zjazd 1. | Zjazd 2. | Zjazd 2. | Suma    | Miejsce |
| Konkurencja   | Zawodniczka      | Czas     | Miejsce  | Czas     | Miejsce  | Suma    | Miejsce |
| ------------- | ---------------- | -------- | -------- | -------- | -------- | ------- | ------- |
| Supergigant   | Karolina Chrapek | 1:27,25  | 2.       | —        | —        | 1:27,25 | srebro  |
| Supergigant   | Magdalena Kłusak | 1:36,53  | 37.      | —        | —        | 1:36,53 | 37.     |
| Kombinacja    |                  |          |          |          |          |         |         |
| Slalom gigant |                  |          |          |          |          |         |         |
| Slalom        |                  |          |          |          |          |         |         |

### Narciarstwo dowolne

#### Mężczyźni
- Mateusz Habrat
- Szczepan Karpiel
- Paweł Palichleb
- Bartłomiej Sibiga

| Konkurencja | Zawodnik | Kwalifikacje | Kwalifikacje | Miejsce końcowe |
| Konkurencja | Zawodnik | Czas         | Miejsce      | Miejsce końcowe |
| ----------- | -------- | ------------ | ------------ | --------------- |
| Skicross    |          |              |              |                 |

| Konkurencja | Zawodnik | Przejazd | Miejsce |
| ----------- | -------- | -------- | ------- |
| Slopestyle  |          |          |         |

#### Kobiety
- Zuzanna Witych

### Short track

#### Mężczyźni
- Jakub Borowski
- Adam Filipowicz
- Rafał Grycner
- Wojciech Kamieński
- Michał Kłosiński
- Wojciech Kraśnicki

| Konkurencja         | Zawodnik | Preeliminacje | Preeliminacje | Eliminacje | Eliminacje | Ćwierćfinał | Ćwierćfinał | Półfinał | Półfinał | Finał | Finał   | Miejsce |
| Konkurencja         | Zawodnik | Czas          | Pozycja       | Czas       | Pozycja    | Czas        | Pozycja     | Czas     | Pozycja  | Czas  | Pozycja | Miejsce |
| ------------------- | -------- | ------------- | ------------- | ---------- | ---------- | ----------- | ----------- | -------- | -------- | ----- | ------- | ------- |
| Bieg na 500 metrów  |          |               |               |            |            |             |             |          |          |       |         |         |
| Bieg na 1000 metrów |          |               |               |            |            |             |             |          |          |       |         |         |
| Bieg na 1500 metrów |          |               |               |            |            |             |             |          |          |       |         |         |
| Sztafeta            |          |               |               |            |            |             |             |          |          |       |         |         |

#### Kobiety
- Monika Grządkowska
- Katarzyna Iwach
- Agnieszka Tawrel
- Marta Wójcik

| Bieg na 500 metrów  |
| Bieg na 1000 metrów |
| Bieg na 1500 metrów |
| Sztafeta            |

### Skoki narciarskie
- Stanisław Biela
- Andrzej Gąsienica
- Jakub Kot
- Grzegorz Miętus
- Andrzej Zapotoczny

| Konkurencja       | Zawodnik           | Runda 1.      | Runda 1. | Runda 1. | Runda 2.      | Runda 2. | Runda 2. | Suma   | Suma    |
| Konkurencja       | Zawodnik           | Odległość (m) | Punkty   | Miejsce  | Odległość (m) | Punkty   | Miejsce  | Punkty | Miejsce |
| ----------------- | ------------------ | ------------- | -------- | -------- | ------------- | -------- | -------- | ------ | ------- |
| Skocznia normalna | Stanisław Biela    | 91,5          | 113,7    | 7.       | 91,0          | 114,3    | 6.       | 228,0  | 7.      |
| Skocznia normalna | Andrzej Gąsienica  | 78,5          | 87,8     | 36.      | NQ            | NQ       | NQ       | 87,8   | 36.     |
| Skocznia normalna | Jakub Kot          | 87,5          | 104,6    | 18.      | 88,0          | 107,5    | 18.      | 212,1  | 15.     |
| Skocznia normalna | Grzegorz Miętus    | 81,0          | 96,2     | 34.      | NQ            | NQ       | NQ       | 96,2   | 34.     |
| Skocznia normalna | Andrzej Zapotoczny | 89,0          | 110,6    | 10.      | 91,0          | 114,2    | 7.       | 224,8  | 8.      |
| Konkurs drużynowy | Andrzej Zapotoczny | 94,5          | 118,2    | 3.       | 95,0          | 122,5    | 3.       | 680,3  | brąz    |
| Konkurs drużynowy | Stanisław Biela    | 87,5          | 108,5    | 3.       | 93,5          | 114,4    | 3.       | 680,3  | brąz    |
| Konkurs drużynowy | Jakub Kot          | 85,0          | 105,1    | 3.       | 89,5          | 111,6    | 3.       | 680,3  | brąz    |

### Snowboard

#### Mężczyźni
| Konkurencja              | Zawodniczka              | Kwalifikacje | Kwalifikacje | Finał | Finał   |
| Konkurencja              | Zawodniczka              | Wynik        | Pozycja      | Wynik | Pozycja |
| ------------------------ | ------------------------ | ------------ | ------------ | ----- | ------- |
| Snowboardcross           | Marcin Bocian            |              |              |       |         |
| Snowboardcross           | Piotr Bodziony           |              |              |       |         |
| Snowboardcross           | Dawid Wal                |              |              |       |         |
| Slalom gigant równoległy | Oskar Bom                |              |              |       |         |
| Slalom gigant równoległy | Andrzej Gąsienica-Daniel |              |              |       |         |
| Slalom gigant równoległy | Tomasz Kowalczyk         |              |              |       |         |
| Slopestyle               | Piotr Janosz             | —            | —            | 87.75 | srebro  |
| Halfpipe                 | Piotr Gryzło             | DNS          | DNS          | NA    | NA      |

#### Kobiety
| Konkurencja              | Zawodniczka          | Kwalifikacje | Kwalifikacje | Finał |
| Konkurencja              | Zawodniczka          | Wynik        | Pozycja      | Finał |
| ------------------------ | -------------------- | ------------ | ------------ | ----- |
| Snowboardcross           | Zuzanna Smykała      |              |              |       |
| Snowboardcross           | Joanna Zając         |              |              |       |
| Slalom gigant równoległy | Weronika Biela       | 59.16        | 6 Q          | 6     |
| Slalom gigant równoległy | Natalia Ficek        | 1:04.49      | 19           |       |
| Slalom gigant równoległy | Aleksandra Król      | 59.29        | 8 Q          | 7     |
| Slalom gigant równoległy | Karolina Sztokfisz   | 59.76        | 10 Q         | 8     |
| Slopestyle               | Agnieszka Rusin      |              |              |       |
| Halfpipe                 | Klementyna Kołodziej |              |              |       |
| Halfpipe                 | Anna Moskal          |              |              |       |
| Halfpipe                 | Katarzyna Rusin      |              |              |       |
| Halfpipe                 | Marzena Zając        |              |              |       |